# Puente del Congosto
Puente del Congosto é um município da Espanha na província de Salamanca, comunidade autónoma de Castela e Leão, de área 34,04 km² com população de 271 habitantes (2007) e densidade populacional de 8,33 hab/km².

## Demografia
| Variação demográfica do município entre 1991 e 2004 | Variação demográfica do município entre 1991 e 2004 | Variação demográfica do município entre 1991 e 2004 | Variação demográfica do município entre 1991 e 2004 |
| --------------------------------------------------- | --------------------------------------------------- | --------------------------------------------------- | --------------------------------------------------- |
| 1991                                                | 1996                                                | 2001                                                | 2004                                                |
| 421                                                 | 370                                                 | 308                                                 | 283                                                 |